# 52-га навчально-польова дивізія (Третій Рейх)
52-га навчально-польова дивізія (Третій Рейх) (нім. 52. Feldausbildungs-Division) — навчальна піхотна дивізія Вермахту за часів Другої світової війни.

## Історія
52-га навчально-польова дивізія була створена 3 грудня 1943 року шляхом переформування формувань 52-ї піхотної дивізії, що зазнала невиправних втрат під час боїв на Східному фронті. 8 квітня 1944 перетворена на 52-гу дивізію охорони на яку покладалися завдання охорони тилової зони групи армій «Центр».

## Райони бойових дій
- Німеччина (грудень 1943);
- СРСР (центральний напрямок) (грудень 1943 — квітень 1944).

## Командування

### Командири
- генерал-майор Альберт Невігер (нім. Albert Newiger) (3 грудня 1943 — 8 квітня 1944).